# Плайя-Хардін

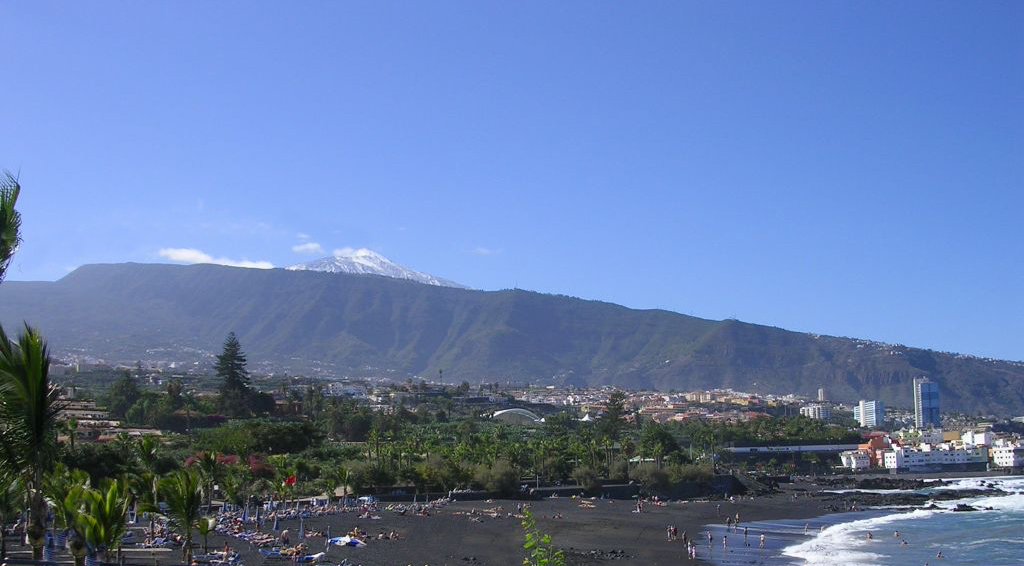
Пляж Плая-Хардін

Плая-Хардін (ісп. Playa Jardín, тобто «Садовий пляж») — пляж на острові Тенерифе (Канарські острови, Іспанія). Розташований у курортному місті Пуерто-де-ла-Крус у північній частині острова. Пляж був відзначений Блакитним прапором.
Пляж створений 1993 року за проектом канарського художника і архітектора Сесара Манріке. З морського дна підняли 230 000 м³ чорного вулканічного піску, а для захисту нового пляжу від хвиль побудували дамбу, що складається з 4 000 бетонних блоків, кожен з яких вагою 20 тонн. Вартість робіт становила  2 млрд песет (близько 16 млн доларів).
Пляж займає територію 17 000 м², яка розділена скелями на три частини. Тут є прокат лежаків, парасольок, душові, роздягальні, ресторани, паркінг. Тут розташовані готелі Hotel Botánico and The Oriental Spa Garden 5* і Hotel Beatriz Atlantis & Spa 4*.
Характеристика
- Довжина — 700 м
- Ширина — 50 м
- Тип пляжу — штучний, склад — піщаний (чорний пісок)
- Доступ — автомобільний, пішохідний
- Рівень відвідуваності — середній